# Chiesa dell'Annunziata (Formia)
La chiesa dell'Annunziata è una chiesa di Formia dedicata alla santa Maria Annunciata. Situata nella frazione di Maranola, fu eretta nel 1371 per volere di Onorato Caetani, conte di Fondi. Ad un'unica navata con volte a crociera, in origine aveva forme gotiche ma in seguito fu trasformata secondo i dettami dell'architettura barocca.